# Juan José Ibarretxe

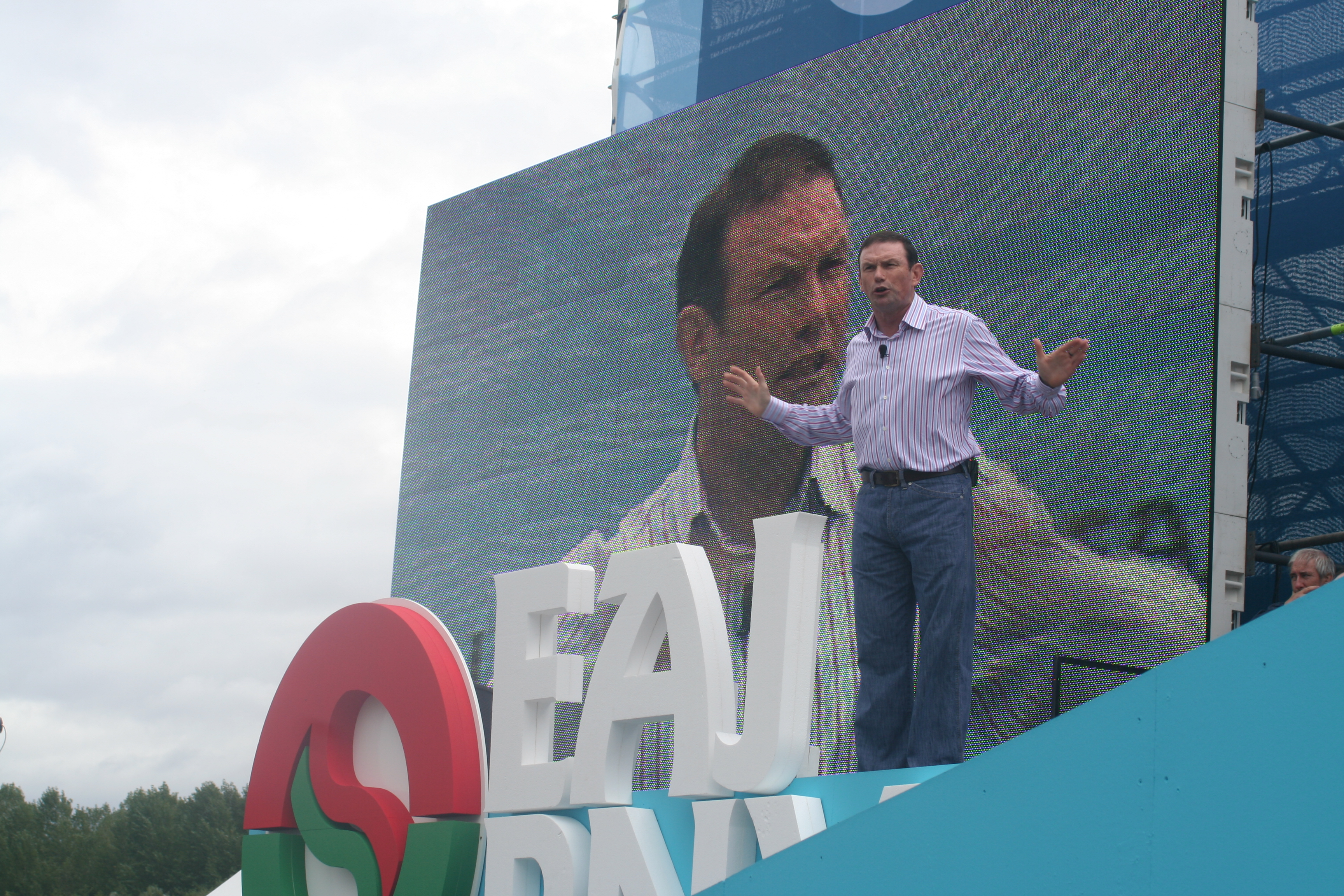
Ibarretxe under EAJ-PNV:s partidag 2007, alderdi eguna

Juan José Ibarretxe, född 15 maj 1957 i Laudio/Llodio, är baskisk politiker (EAJ-PNV) och var mellan 1999 och 2009 regionpresident för den autonoma regionen Baskien. Han efterträddes av socialdemokraten Patxi López.

## Ibarretxeplanen
Ibarretxe har fått ge namn åt det förslag på författningsförändring för ökat baskiskt självstyre som framlades under hans tid vid makten; Propuesta de Estatuto Político de la Comunidad de Euskadi eller Plan Ibarretxe. Planen presenterades 2003 och röstades året därpå igenom i Baskiens parlament med 39 röster för och 35 emot. År 2005 röstades förslaget ned i Spaniens kongress med 313 röster emot (PSOE, PP, IU, CC och CHA), 29 för (PNV, ERC, CiU, EA, NaBai och BNG) och 2 som avstod (ICV).